# Claes von Heijne
Claes Georg Ingemarsson von Heijne, född 12 april 1957 i Danderyd, är en svensk jazzpianist, organist och klaviaturspelare inom jazz- och rockmusik. Han är son till Ingemar von Heijne.
Claes von Heijne har studerat vid Berklee College i Boston i USA, Kungliga Musikhögskolan i Stockholm och Ersta Sköndal Högskola. Han har varit lärare vid Musikhögskolan i Piteå och sedan i kyrkomusik vid Ersta Sköndal Högskola, sedermera Marie Cederschiöld högskola.
Under åren 1982–1984 var von Heijne medlem i Fredrik Norén Band, där han ingick i en konstellation tillsammans med Tomas Frank, Gustavo Bergalli, Jan Adefelt och Fredrik Norén. Tillsammans producerade de albumet "The Snake" (Phontastic PHONT 7551). Han fortsatte sitt musikaliska engagemang som medlem i Egba mellan 1984 och 1986, tillsammans med Ulf Adåker, David Wilczewski, Tommy Jonsson och Leif Fredriksson. Deras samarbete resulterade i albumet "Electrobop" (Dragon DRLP 80).
Claes von Heijne gjorde sin debut i rockbandet Eldkvarn med albumet Ny klubb år 1984. Han fortsatte sedan som aktiv medlem i gruppen mellan 1986 och 1991. Efter sex års frånvaro återvände han till gruppen 1997.
Utöver sina bandmedlemskap har han framträtt som frilansmusiker och jazzpianist samt verkat som kyrkomusiker.